# Nekrolog 3. Quartal 1925
Nekrolog
◄◄
| ◄
| 1921
| 1922
| 1923
| 1924
| 1925 | 1926 | 1927 | 1928 | 1929 | ► | ►►
1. Quartal |
2. Quartal |
3. Quartal |
4. Quartal 1925
Weitere Ereignisse | Allgemeiner Nekrolog 1925
Die Beschreibung der verstorbenen Person sollte so kurz wie möglich gehalten sein und nur deren signifikante Tätigkeit(en) enthalten.
Neue Namen ggf. auch unter dem Geburts- und Sterbedatum, also etwa unter 1. Januar und im Geburts- und Sterbejahr (2024) eintragen (nur bei entsprechender großer Wichtigkeit). Für Beispiele siehe die schon vorhandenen Artikel.
Außerdem über die fünf zuletzt Verstorbenen, zu denen es einen ausreichend guten Artikel für eine Präsentation auf der Hauptseite gibt, nach der todesbedingten Überarbeitung der Artikel ggf. auch unter Wikipedia Diskussion:Hauptseite informieren und sie am besten auch in den anderen Wikipedia-Sprachversionen eintragen. Tipp: Regelmäßig bei news.google.de nach „ist tot“, „gestorben“ oder „verstorben“ suchen.
Wenn eine Person gestorben ist, gibt es viele Seiten zu dieser Person in der Wikipedia, die davon auch betroffen sind und entsprechend aktualisiert werden müssen. Beispiele: Namenübersichtsseite, Geburtsjahr, Geburtsort-Seiten und viele mehr.
Wie finde ich die betroffenen Seiten?
Im Suchfeld auf der linken Seite gibt man den Suchbegriff so ein: „Vorname Nachname“. Dann klickt man auf Volltext und alle Seiten mit entsprechendem Suchtext werden aufgerufen. Hier sieht man dann schnell, wo auch das Todesjahr Sinn macht oder sogar ein Teil des Artikels angepasst werden muss. Auch hilft das „Werkzeug“ auf der linken Seite sehr gut, um solche Seiten aufzufinden: „Links auf diese Seite“. Somit ist die Wikipedia wieder aktuell in allen Bereichen! Hinweis: bei Eintragung der Kategorie „Gestorben JAHR“ wird der Missbrauchsfilter 49 ausgelöst, was jedoch nicht schlimm ist. Siehe: Spezial:Missbrauchsfilter/49
Dies ist eine Liste von im dritten Quartal 1925 verstorbenen bekannten Persönlichkeiten. Die Einträge erfolgen innerhalb der einzelnen Daten alphabetisch sortiert. Tiere sind im Nekrolog für Tiere zu finden.

## Juli
| Tag      | Name                           | Beruf, bekannt als                                                                                            | Alter | Beleg |
| -------- | ------------------------------ | --- | ----- | ----- |
| 1. Juli  | George B. Churchill            | US-amerikanischer Politiker                                                                                   | 58    |       |
| 1. Juli  | Matthäus Müller                | römisch-katholischer Geistlicher und Pädagoge                                                                 | 78    |       |
| 1. Juli  | Erik Satie                     | französischer Komponist                                                                                       | 59    |       |
| 1. Juli  | Dwight William Tryon           | US-amerikanischer Landschaftsmaler                                                                            | 75    |       |
| 1. Juli  | Jan Veth                       | niederländischer Maler, Dichter, Kunstkritiker und Hochschullehrer für Kunstgeschichte und Ästhetik           | 61    |       |
| 2. Juli  | Nikolai Dmitrijewitsch Golizyn | russischer Politiker                                                                                          | 75    |       |
| 2. Juli  | Abraham Sulzbach               | deutscher Hebraist und Judaist                                                                                | 86    |       |
| 3. Juli  | Pauline zu Waldeck und Pyrmont | deutsche Prinzessin, durch Heirat Erbprinzessin bzw. Fürstin zu Bentheim-Steinfurt                            | 69    |       |
| 3. Juli  | Tadas Vrublevskis              | litauischer Rechtsanwalt und Mäzen                                                                            | 66    |       |
| 4. Juli  | George W. Atkinson             | US-amerikanischer Politiker                                                                                   | 80    |       |
| 4. Juli  | Paul Brandenburg               | deutscher Landschafts- und Genremaler der Düsseldorfer Schule                                                 | 58    |       |
| 4. Juli  | Pier Giorgio Frassati          | italienischer Alpinist und Angehöriger des dominikanischen Laienordens                                        | 24    |       |
| 4. Juli  | Otto Taussig                   | österreichischer Schriftsteller und Librettist                                                                |       |       |
| 5. Juli  | Hjalmar Borgstrøm              | norwegischer Musikjournalist und Komponist                                                                    | 61    |       |
| 5. Juli  | Otto Lummer                    | deutscher Physiker                                                                                            | 64    |       |
| 6. Juli  | Richard Kalkhof                | deutscher Jurist und Politiker (Zentrum), MdR                                                                 | 66    |       |
| 6. Juli  | Antoine Taudou                 | französischer Musikpädagoge, Violinist und Komponist                                                          | 78    |       |
| 7. Juli  | August Erbschloe               | deutscher Unternehmer und Stadtverordneter                                                                    | 75    |       |
| 7. Juli  | Otto Krosta                    | deutscher Sanitätsoffizier der Preußischen Armee                                                              | 81    |       |
| 7. Juli  | Lothar Meggendorfer            | deutscher Künstler, Kinderbuchautor, Maler, Zeichner und Illustrator                                          | 77    |       |
| 7. Juli  | Gustav Müller                  | deutscher Astronom                                                                                            | 74    |       |
| 7. Juli  | Henri Vuilleumier              | Schweizer evangelischer Geistlicher und Hochschullehrer                                                       | 84    |       |
| 7. Juli  | Clarence Hudson White          | US-amerikanischer Fotograf und Gründungsmitglied der Photo-Secession                                          | 54    |       |
| 8. Juli  | Robert E. Evans                | US-amerikanischer Jurist und Politiker                                                                        | 68    |       |
| 9. Juli  | Albert Jütz                    | Schweizer Volksmusikant                                                                                       | 25    |       |
| 9. Juli  | Willis Sweet                   | US-amerikanischer Politiker                                                                                   | 69    |       |
| 10. Juli | George H. Bridgman             | US-amerikanischer Arzt und Diplomat                                                                           | 72    |       |
| 10. Juli | Albert Broschek                | deutscher Verleger                                                                                            | 67    |       |
| 10. Juli | Anna Martin                    | deutschamerikanische Bankerin und erste Bankpräsidentin Amerikas                                              | 81    |       |
| 11. Juli | Nikola Gabrowski               | bulgarischer Politiker                                                                                        | 60    |       |
| 11. Juli | Emma Haushofer-Merk            | deutsche Schriftstellerin und Frauenrechtlerin                                                                | 71    |       |
| 11. Juli | Isacco Mariani                 | deutscher Motorradrennfahrer                                                                                  | 33    |       |
| 11. Juli | Mary Morris                    | walisisch-britische Ärztin und Suffragette                                                                    | 52    |       |
| 13. Juli | Hugo Johannes Bestmann         | deutscher evangelisch-lutherischer Theologe, Hochschullehrer und Geistlicher                                  | 71    |       |
| 13. Juli | Kristiane Konstantin-Hansen    | dänische Textilkünstlerin, Weberin und Frauenrechtlerin                                                       | 76    |       |
| 13. Juli | Hermann Linke                  | deutscher Gewerkschafter und Politiker (SPD)                                                                  | 58    |       |
| 13. Juli | Stefan Niementowski            | polnischer Chemiker                                                                                           | 49    |       |
| 14. Juli | Wilhelm Dettmer                | deutscher Theaterschauspieler und -regisseur                                                                  | 65    |       |
| 14. Juli | Wilhelm Grünewald              | deutscher Politiker (Fortschrittliche Volkspartei, Deutsche Demokratische Partei)                             | 66    |       |
| 14. Juli | Ludwig Lohner                  | österreichischer Industrieller, Fahrzeugpionier und Politiker, Landtagsabgeordneter                           | 66    |       |
| 14. Juli | Julie von Quadt-Wykradt-Isny   | bayerische Adelige, Schriftstellerin und Stifterin des Franziskanerklosters Kelkheim (Taunus)                 | 65    |       |
| 14. Juli | Pancho Villa                   | philippinischer Fliegengewichtsboxer                                                                          | 23    |       |
| 15. Juli | Carl Schwennicke               | deutscher Ingenieur                                                                                           |       |       |
| 16. Juli | Wilhelm Barge                  | deutscher Flötist                                                                                             | 88    |       |
| 17. Juli | Lovis Corinth                  | deutscher Maler                                                                                               | 66    |       |
| 17. Juli | Marthe Renate Fischer          | deutsche Schriftstellerin                                                                                     | 73    |       |
| 17. Juli | Ephraim Moses Lilien           | Jugendstilkünstler, Zionist                                                                                   | 51    |       |
| 17. Juli | Franz Schnopfhagen             | österreichischer Psychiater                                                                                   | 77    |       |
| 18. Juli | Nathanael Bonwetsch            | deutscher evangelischer Theologe                                                                              | 77    |       |
| 18. Juli | Gustav Adolf Fischer           | deutscher Politiker (SPD), MdR                                                                                | 58    |       |
| 19. Juli | Louis-Nazaire Bégin            | kanadischer Geistlicher, Erzbischof von Québec und Kardinal                                                   | 85    |       |
| 19. Juli | Giacomo Boni                   | italienischer Klassischer Archäologe und Architekt                                                            | 66    |       |
| 19. Juli | Francisco José Fernandes Costa | Premierminister von Portugal                                                                                  | 58    |       |
| 19. Juli | Adolf Eyme                     | deutscher Chemiker und Hochschullehrer                                                                        | 63    |       |
| 19. Juli | Josiah Grout                   | US-amerikanischer Politiker                                                                                   | 84    |       |
| 19. Juli | Géza Horváth                   | ungarischer Komponist, Arrangeur und Musikschuldirektor                                                       | 57    |       |
| 19. Juli | Eugen von Liebig               | deutscher Jurist und Versicherungsfachmann                                                                    | 57    |       |
| 20. Juli | Franz Fuchs                    | österreichischer Fotograf                                                                                     | 54    |       |
| 20. Juli | René Thomas                    | französischer Sportschütze                                                                                    | 59    |       |
| 21. Juli | Giovanni Frattini              | italienischer Mathematiker                                                                                    | 73    |       |
| 21. Juli | Robert Friese                  | deutscher Elektrotechniker                                                                                    | 57    |       |
| 21. Juli | Karl von Landmann              | bayerischer General der Artillerie                                                                            | 78    |       |
| 22. Juli | Giulio De Petra                | italienischer Klassischer Archäologe                                                                          | 84    |       |
| 22. Juli | Johannes Hoppe                 | deutscher Hofbesitzer und Politiker (NLP), MdR                                                                | 64    |       |
| 22. Juli | Albert Jaegers                 | amerikanischer Bildhauer                                                                                      | 57    |       |
| 22. Juli | Max Kronert                    | deutscher Stummfilm- und Theaterschauspieler                                                                  | 53    |       |
| 22. Juli | Richard Lindenberg             | deutscher Unternehmer in der Stahlindustrie, Erbauer des ersten Elektrostahlofens                             | 55    |       |
| 22. Juli | Hubert von Michaelis           | deutscher Rittergutsbesitzer und Politiker, MdR                                                               | 67    |       |
| 22. Juli | Otto Protzen                   | deutscher Segler, Ruderer und Landschaftsmaler                                                                | 57    |       |
| 22. Juli | Ernst Schwarz                  | evangelischer Pfarrer und Gründer der Diakonie in Waiern                                                      | 80    |       |
| 23. Juli | John Prentiss Carter           | US-amerikanischer Politiker                                                                                   | 85    |       |
| 23. Juli | Gregor Kallidis                | griechischer Metropolit                                                                                       | 81    |       |
| 23. Juli | Alberto Valenzuela Llanos      | chilenischer Maler                                                                                            | 55    |       |
| 24. Juli | Paul Asten                     | deutscher Reichsgerichtsrat                                                                                   | 63    |       |
| 24. Juli | Ottilie Baader                 | deutsche Frauenrechtlerin und Sozialistin                                                                     | 78    |       |
| 25. Juli | Walter Schmidt                 | deutscher Jurist und Politiker                                                                                | 66    |       |
| 26. Juli | Antonio Ascari                 | italienischer Automobilrennfahrer                                                                             | 36    |       |
| 26. Juli | Théodore Botrel                | französischer Chansonnier                                                                                     | 56    |       |
| 26. Juli | William Jennings Bryan         | US-amerikanischer Politiker                                                                                   | 65    |       |
| 26. Juli | Emil Eichhorn                  | deutscher Elektromonteur und Politiker (SPD, USPD), MdR                                                       | 61    |       |
| 26. Juli | Gottlob Frege                  | deutscher Logiker, Mathematiker und Philosoph                                                                 | 76    |       |
| 26. Juli | Jehuda Lejb Kowalski           | polnischer Rabbiner, Publizist und Senator des Sejm                                                           | 62    |       |
| 26. Juli | Bernhard Naunyn                | deutscher Internist und Hochschullehrer                                                                       | 85    |       |
| 28. Juli | Léon Augustin Lhermitte        | französischer Künstler                                                                                        | 80    |       |
| 29. Juli | Hugo Dreifert                  | deutscher Politiker                                                                                           | 63    |       |
| 29. Juli | Hugo Hildebrand Hildebrandsson | schwedischer Meteorologe                                                                                      | 86    |       |
| 29. Juli | Jakob Reumann                  | österreichischer Reichsratsabgeordneter, Wiener Bürgermeister, Landtagsabgeordneter, Mitglied des Bundesrates | 71    |       |
| 30. Juli | William Wynn Westcott          | englischer Arzt, Autor, Freimaurer, Rosenkreuzer, Theosoph und einer der Gründer des Golden Dawn              | 76    |       |
| 31. Juli | Albert Andrew Howard           | US-amerikanischer Klassischer Philologe                                                                       | 66    |       |

## August
| Tag        | Name                             | Beruf, bekannt als                                                                  | Alter | Beleg |
| ---------- | -------------------------------- | ----------------------------------------------------------------------------------- | ----- | ----- |
| 1. August  | Hans Fiechtl                     | österreichischer Alpinist und Bergführer                                            | 41    |       |
| 1. August  | Francis Japp                     | britischer Chemiker                                                                 | 77    |       |
| 1. August  | Alfred Jentzsch                  | deutscher Geologe                                                                   | 75    |       |
| 1. August  | Adolf von Rabenhorst             | sächsischer General der Artillerie                                                  | 79    |       |
| 1. August  | Florenz Sartorius                | deutscher Feinmechaniker und Unternehmer                                            | 79    |       |
| 2. August  | Laura Rappoldi                   | österreichisch-deutsche Pianistin                                                   | 72    |       |
| 2. August  | Ján Rumann                       | slowakischer Jurist und Politiker                                                   | 48    |       |
| 2. August  | Carl Schuster                    | deutscher Architekt und Maler                                                       | 71    |       |
| 4. August  | Friedrich Auerbach               | deutscher Chemiker                                                                  | 54    |       |
| 4. August  | Hans Brendicke                   | Berliner Turnlehrer, Redakteur und Sachbuchautor                                    | 74    |       |
| 4. August  | Arthur von Gerlach               | deutscher Film- und Theaterregisseur                                                | 49    |       |
| 4. August  | Josef Kinzel                     | österreichischer Landschaftsmaler und Genremaler                                    | 73    |       |
| 4. August  | Carlo Maria Viola                | italienischer Mineraloge                                                            | 69    |       |
| 4. August  | Jay Backus Woodworth             | US-amerikanischer Geologe und Hochschullehrer                                       | 60    |       |
| 5. August  | Georg Bauer                      | deutscher Politiker                                                                 | 80    |       |
| 5. August  | Joséphine Boulay                 | französische Organistin, Komponistin und Musikpädagogin                             | 56    |       |
| 5. August  | Walter Ditz                      | österreichischer Maler und Plakatkünstler                                           | 37    |       |
| 5. August  | Emily Cumming Harris             | neuseeländische Malerin                                                             | 88    |       |
| 5. August  | Max Michels                      | deutscher Autor niederdeutscher Sprache                                             | 51    |       |
| 5. August  | Georges Palante                  | französischer Philosoph, Autor und Anarchist                                        | 62    |       |
| 5. August  | Albert Robert Valentien          | US-amerikanischer Maler, Illustrator und Keramikkünstler                            | 63    |       |
| 6. August  | Karl Jakob Ludwig Bucherer       | deutscher Reichsgerichtsrat                                                         | 60    |       |
| 6. August  | Willem van den Heuvel            | niederländischer Porträtmaler, Radierer und Lithograf                               | 51    |       |
| 6. August  | Grigori Iwanowitsch Kotowski     | Oberbefehlshaber der Roten Armee                                                    | 44    |       |
| 6. August  | Gregorio Ricci-Curbastro         | italienischer Mathematiker                                                          | 72    |       |
| 6. August  | Sigismund Ungewitter             | deutscher Reichsgerichtsrat                                                         | 71    |       |
| 7. August  | George Gray                      | US-amerikanischer Politiker                                                         | 85    |       |
| 7. August  | Josef Reischle                   | deutscher Ingenieur                                                                 | 68    |       |
| 8. August  | Nikolai von Astudin              | russischer Landschaftsmaler                                                         | 78    |       |
| 8. August  | Hugo Lemcke                      | deutscher Historiker                                                                | 89    |       |
| 8. August  | Karl Schlösser                   | deutscher Ophthalmologe und Hochschullehrer                                         | 68    |       |
| 9. August  | Christian Bartholomae            | deutscher Sprachwissenschaftler, Iranist und Indologe                               | 70    |       |
| 9. August  | Franz Beyer                      | österreichischer Kaufmann und Politiker                                             | 67    |       |
| 9. August  | Hermann Clausius                 | preußischer General der Infanterie                                                  | 70    |       |
| 09. August | John Jellico                     | britischer Segler                                                                   | 68    |       |
| 10. August | Eduard Arnhold                   | Berliner Unternehmer, Kunstmäzen und Philanthrop                                    | 76    |       |
| 10. August | Hedwig Greve                     | deutsche Kunstmalerin und Autorin                                                   | 75    |       |
| 10. August | Hermann Jöck                     | deutscher Jurist und Politiker                                                      | 51    |       |
| 10. August | Max Windesheim                   | deutsch-jüdischer Fabrikant und Getreidegroßhändler                                 | 56    |       |
| 11. August | Friedrich Krause                 | deutscher Bauingenieur und Baubeamter                                               | 69    |       |
| 11. August | Elisabeth Lemke                  | deutsche Volkskundlerin                                                             | 76    |       |
| 11. August | James Douglas Ogilby             | irisch-australischer Ichthyologe                                                    | 72    |       |
| 11. August | Julius Zimpel                    | österreichischer Maler, Grafiker und Kunsthandwerker                                | 28    |       |
| 12. August | Léon Gustave Dehon               | Begründer der Herz-Jesu-Priester-Ordensgemeinschaft                                 | 82    |       |
| 12. August | Frank Russell                    | US-amerikanischer Schauspieler                                                      |       |       |
| 12. August | Wolodymyr Samijlenko             | ukrainischer Dichter, Dramatiker und Übersetzer                                     | 61    |       |
| 13. August | Franz Zweybrück                  | österreichischer Historiker und Journalist                                          | 72    |       |
| 14. August | Josef Imboden                    | Schweizer Politiker, Bergsteiger- und Bergführerpionier                             | 85    |       |
| 15. August | Paul Beusch                      | deutscher Politiker (Zentrum), MdR                                                  | 42    |       |
| 15. August | John Cosgrove                    | US-amerikanischer Politiker                                                         | 85    |       |
| 15. August | Jacob Johnson                    | US-amerikanischer Politiker                                                         | 77    |       |
| 15. August | Konrad Mägi                      | estnischer Landschaftsmaler und Kunstpädagoge                                       | 46    |       |
| 15. August | Martin Weinrich                  | deutscher Lehrer und Autor                                                          | 60    |       |
| 16. August | Karl von Hahn                    | deutscher Forschungsreisender und Ethnograf                                         | 77    |       |
| 16. August | Edna Hicks                       | US-amerikanische Bluesängerin                                                       | 29    |       |
| 16. August | Alfred Merz                      | österreichisch-deutscher Meereskundler                                              | 45    |       |
| 16. August | Johannes Schmidt                 | deutscher Gymnasiallehrer und Philologe                                             | 84    |       |
| 16. August | Albert Maria Weiss               | deutscher katholischer Theologe                                                     | 81    |       |
| 17. August | Hans Bunte                       | deutscher Chemiker                                                                  | 76    |       |
| 17. August | Oskar de la Camp                 | deutscher Internist und Röntgenologe                                                | 54    |       |
| 17. August | Ernst Erdmann                    | deutscher Chemiker                                                                  | 68    |       |
| 17. August | Ioan Slavici                     | rumänischer Schriftsteller und Journalist                                           | 77    |       |
| 17. August | Rudolf Wiszkoczil                | österreichischer Architekt                                                          | 55    |       |
| 18. August | Robert Curjel                    | deutscher Architekt                                                                 | 65    |       |
| 18. August | Eleonore Noll-Hasenclever        | deutsche Alpinistin                                                                 | 45    |       |
| 19. August | Frank J. Hall                    | US-amerikanischer Politiker                                                         | 81    |       |
| 19. August | Wilhelm Streitberg               | deutscher Indogermanist                                                             | 61    |       |
| 20. August | Richard Cassirer                 | deutscher Neurologe                                                                 | 57    |       |
| 20. August | Jakob Christoph Heer             | Schweizer Schriftsteller                                                            | 66    |       |
| 20. August | Liao Zhongkai                    | chinesischer Politiker                                                              | 48    |       |
| 20. August | Adolf Vorwerk                    | deutscher Unternehmer                                                               | 72    |       |
| 21. August | Helene Berthold                  | deutsche Schriftstellerin                                                           | 70    |       |
| 21. August | Karl Brendel                     | deutscher Holzschnitzer                                                             | 54    |       |
| 21. August | Eugen Gutmann                    | deutscher Bankier                                                                   | 85    |       |
| 21. August | Ossyp Makowej                    | ukrainischer Dichter und Übersetzer                                                 | 57    |       |
| 21. August | Irineu Marinho                   | brasilianischer Journalist                                                          | 49    |       |
| 21. August | Maximilian Sommer                | preußischer General der Infanterie                                                  | 78    |       |
| 21. August | Leopoldo Thompson                | argentinischer Kontrabassist, Gitarrist und Tangokomponist                          | ≈35   |       |
| 22. August | Cäsar Beck                       | deutscher Theaterregisseur sowie Theater- und Stummfilmschauspieler                 | 74    |       |
| 22. August | Heinrich Böhle                   | Landtagsabgeordneter Waldeck                                                        | 78    |       |
| 22. August | Emanuel Czuber                   | österreichischer Mathematiker                                                       | 74    |       |
| 22. August | Vojtěch Hynais                   | tschechischer Maler, Dekorateur und Graphiker                                       | 70    |       |
| 22. August | Henri van Kol                    | niederländischer Sozialdemokrat                                                     | 73    |       |
| 22. August | Zigfrīds Anna Meierovics         | lettischer Politiker, Mitglied der Saeima                                           | 38    |       |
| 22. August | Ezechiel Zivier                  | polnisch-deutscher Historiker, Archivdirektor und Publizist                         | 56    |       |
| 23. August | Charlton Reid Beattie            | US-amerikanischer Jurist                                                            | 56    |       |
| 23. August | Constantin Philipsen             | dänischer Kinobetreiber, Filmproduzent und Filmregisseur                            | 65    |       |
| 24. August | Moritz Henle                     | deutscher Chasan, Komponist und Chorleiter                                          | 75    |       |
| 24. August | Pedro Teixeira                   | portugiesischer Mathematiker                                                        | 68    |       |
| 24. August | Fritz Wehl                       | deutscher Lederfabrikant und Politiker (NLP), MdR                                   | 77    |       |
| 25. August | Charles Frederick Chandler       | US-amerikanischer Chemiker                                                          | 88    |       |
| 25. August | Franz Conrad von Hötzendorf      | österreichischer Feldmarschall und Generalstabschef im Ersten Weltkrieg             | 72    |       |
| 25. August | Bernard Malkmus                  | deutscher Veterinärmediziner und Hochschullehrer in Hannover                        | 65    |       |
| 25. August | Kazimierz Morawski               | polnischer Philologe, Historiker und Übersetzer                                     | 73    |       |
| 25. August | Ivo Pfaff                        | österreichischer Rechtshistoriker                                                   | 60    |       |
| 25. August | Hans Wiers-Jenssen               | norwegischer Dramatiker, Schriftsteller und Theaterhistoriker                       | 58    |       |
| 26. August | Josef Adam Irschara              | Südtiroler Baumeister                                                               | 76    |       |
| 27. August | Thomas L. Hisgen                 | amerikanischer Schmierfett-Produzent und Politiker                                  | 66    |       |
| 27. August | Caroline Kempter                 | deutsche Kunstmalerin                                                               | 69    |       |
| 27. August | James Washington Logue           | US-amerikanischer Politiker                                                         | 62    |       |
| 27. August | Efraim Markowitsch Skljanski     | sowjetischer Politiker, Stellvertreter des sowjetrussischen Kriegsministers Trotzki | 33    |       |
| 28. August | Fredrik Wilhelm Gomnaes          | norwegischer Komponist                                                              | 57    |       |
| 28. August | Johann Ludwig von Scheffler      | deutscher Kunsthistoriker                                                           | 72    |       |
| 28. August | Max Wallies                      | deutscher Altphilologe                                                              | 69    |       |
| 28. August | Friedrich Weinhausen             | deutscher Politiker (DDP), MdR                                                      | 58    |       |
| 29. August | Rudolf Korb                      | böhmischer Beamter und Naturschützer                                                | 80    |       |
| 29. August | Gustav Lübcke                    | deutscher Kaufmann, Kunstsammler und Museumsdirektor                                | 56    |       |
| 29. August | Anton Nowacki                    | Schweizer Pflanzenbauwissenschaftler                                                | 85    |       |
| 30. August | Johannes Buse                    | deutscher Buchdrucker und Schriftsteller                                            | 49    |       |
| 30. August | Heinrich Haehling von Lanzenauer | deutscher katholischer Theologe, Weihbischof in Paderborn                           | 64    |       |
| 30. August | Henri-Julien Matthys             | belgischer Unternehmer und Automobilrennfahrer                                      | 40    |       |
| 31. August | Philipp Hermann Rosenkranz       | deutscher Ingenieur und Unternehmer                                                 | 89    |       |
| 31. August | Peter Spahn                      | deutscher Jurist und Politiker (Zentrum), MdR                                       | 79    |       |

## September
| Tag           | Name                                | Beruf, bekannt als                                                                                              | Alter | Beleg |
| ------------- | ----------------------------------- | --- | ----- | ----- |
| 1. September  | Michael Balling                     | deutscher Bratschist und Dirigent                                                                               | 59    |       |
| 1. September  | Allan Riverstone McCulloch          | australischer Zoologe und Ichthyologe                                                                           | 40    |       |
| 1. September  | Eduard Pfrunder                     | Schweizer Architekt                                                                                             | 47    |       |
| 1. September  | Herman Trier                        | dänischer Pädagoge und Politiker, Mitglied des Folketing                                                        | 80    |       |
| 2. September  | Johanna van Gogh-Bonger             | niederländische Kunstsammlerin                                                                                  | 62    |       |
| 2. September  | David Horn                          | Landtagsabgeordneter Großherzogtum Hessen                                                                       | 92    |       |
| 2. September  | Friedrich von Wetzlar-Plankenstern  | österreichischer Adliger, Beamter, Politiker                                                                    | 68    |       |
| 3. September  | Zachary Lansdowne                   | Marineflieger, Kapitän des Luftschiffes ZR-1                                                                    | 36    |       |
| 3. September  | Robert Y. Thomas                    | US-amerikanischer Politiker                                                                                     | 70    |       |
| 3. September  | Georg Veith                         | österreichischer Offizier, Althistoriker und Herpetologe                                                        | 50    |       |
| 4. September  | Thorstein Diesen                    | norwegischer Rechtsanwalt, Redakteur und Politiker                                                              | 62    |       |
| 4. September  | Wilhelm Helling                     | deutscher Politiker (SPD), MdR                                                                                  | 44    |       |
| 4. September  | Morris Simmonds                     | deutscher Pathologe                                                                                             | 70    |       |
| 5. September  | Ernst Faulstich                     | deutscher Lehrer                                                                                                | 62    |       |
| 5. September  | Homer Lane                          | US-amerikanisch-britischer Pädagoge und Sozialreformer                                                          |       |       |
| 6. September  | Péter Ágoston                       | ungarischer Rechtswissenschaftler, Soziologe und Politiker                                                      | 51    |       |
| 6. September  | Georg von Mayr                      | deutscher Statistiker und Volkswirt                                                                             | 84    |       |
| 6. September  | René Viviani                        | französischer Regierungschef                                                                                    | 62    |       |
| 7. September  | Robert Büchting                     | deutscher Kommunaljurist, preußischer Landrat, MdA Preußen (1913–1918) sowie Regierungspräsident in Liegnitz... | 64    |       |
| 7. September  | Hermann Freund                      | deutscher Gynäkologe                                                                                            | 66    |       |
| 8. September  | Jakob Burkhard                      | deutscher Politiker                                                                                             | 83    |       |
| 8. September  | Ludwig Richter                      | österreichischer Architekt des Historismus                                                                      | 70    |       |
| 8. September  | James W. Wise                       | US-amerikanischer Politiker                                                                                     | 57    |       |
| 9. September  | Ernst Heynacher                     | deutscher Reichsgerichtsrat                                                                                     | 71    |       |
| 10. September | Richard Dittmer                     | deutscher Marineoffizier und -schriftsteller                                                                    | 84    |       |
| 11. September | Ernst von Hammer                    | deutscher Geodät                                                                                                | 67    |       |
| 11. September | Wilhelm Hemmes                      | deutscher Taubstummenlehrer und Schuldirektor                                                                   | 85    |       |
| 11. September | Gustav Kadelburg                    | österreichischer Theaterschauspieler, Stückeschreiber und Librettist                                            | 74    |       |
| 11. September | Patrick H. Kelley                   | US-amerikanischer Politiker                                                                                     | 57    |       |
| 11. September | Emil Pahren                         | deutscher Opernsänger                                                                                           | 63    |       |
| 12. September | Thomas S. Crago                     | US-amerikanischer Politiker                                                                                     | 59    |       |
| 13. September | Carl Meyer                          | deutscher Kommunalpolitiker                                                                                     | 68    |       |
| 13. September | John Joseph Mitchell                | US-amerikanischer Politiker                                                                                     | 52    |       |
| 13. September | Karl Sievers                        | deutscher Bauingenieur und Baubeamter                                                                           |       |       |
| 14. September | Adolf Jürgensen                     | deutscher Theaterschauspieler                                                                                   | 75    |       |
| 14. September | Ernst Noack                         | deutscher Zimmermeister und sächsischer Landtagsabgeordneter (DVP)                                              | 64    |       |
| 14. September | Alfred C. Stürken                   | deutscher Kaufmann                                                                                              | 56    |       |
| 14. September | Adalbert Wirz                       | Schweizer Politiker, Richter und Redaktor                                                                       | 77    |       |
| 14. September | Ludwig Zatzka                       | österreichischer Architekt                                                                                      | 68    |       |
| 15. September | René Ghil                           | französischer symbolistischer Dichter und Dichtungstheoretiker                                                  | 62    |       |
| 15. September | Erdmann Hartig                      | deutscher Architekt, Gewerbeschulrat und Professor sowie Architekturschriftsteller                              | 68    |       |
| 15. September | Hugo Havenith                       | deutscher Maler, Zeichner und Graphiker                                                                         | 72    |       |
| 15. September | Otto Mugdan                         | deutscher Arzt und Sozialpolitiker (FVp, DDP, DVP), MdR                                                         | 63    |       |
| 15. September | Adelheid Page-Schwerzmann           | Schweizer Philanthropin und Mäzenin                                                                             | 72    |       |
| 16. September | Leo Fall                            | österreichischer Komponist, Kapellmeister und Vertreter der Operetten-Ära                                       | 52    |       |
| 16. September | Alexander Alexandrowitsch Friedmann | russischer Physiker, Geophysiker und Mathematiker                                                               | 37    |       |
| 16. September | Karl Kupelwieser                    | österreichischer Jurist, Mäzen und Landwirt                                                                     | 83    |       |
| 16. September | Herbert Parsons                     | US-amerikanischer Jurist und Politiker                                                                          | 55    |       |
| 16. September | Henning aus dem Winckel             | deutscher Rittergutsbesitzer und Politiker, MdR                                                                 | 62    |       |
| 17. September | Leon Chasanowich                    | zionistischer Arbeiterfunktionär                                                                                | 42    |       |
| 17. September | Johann Rudolf Krenger               | Schweizer Lehrer und Komponist                                                                                  | 71    |       |
| 18. September | Mihajlo Timčišin                    | kroatischer Maler                                                                                               |       |       |
| 19. September | Joseph Maria Baernreither           | österreichischer Politiker                                                                                      | 80    |       |
| 19. September | Francis Darwin                      | britischer Botaniker und Sohn von Charles Darwin                                                                | 77    |       |
| 19. September | Georg Robert Neher                  | Schweizer Kaufmann und Unternehmer                                                                              | 87    |       |
| 19. September | Karl Friedrich Schall               | deutsch-britischer Feinmechaniker                                                                               | 66    |       |
| 19. September | Georg Schweinfurth                  | deutscher Afrikaforscher                                                                                        | 88    |       |
| 19. September | Therese von Bayern                  | deutsche Ethnologin, Zoologin, Botanikerin und Anthropologin                                                    | 74    |       |
| 19. September | Paul Torchy                         | französischer Autorennfahrer                                                                                    | 28    |       |
| 20. September | Paul Wayland Bartlett               | US-amerikanischer Bildhauer                                                                                     | 60    |       |
| 20. September | Karl Girgensohn                     | lutherischer Theologe                                                                                           | 50    |       |
| 21. September | Allen Augustus Tirrill              | US-amerikanischer Elektrotechniker                                                                              | 53    |       |
| 21. September | Christian Zölzer                    | Landtagsabgeordneter Waldeck                                                                                    | 63    |       |
| 22. September | Moritz Heimann                      | deutscher Schriftsteller und Journalist                                                                         | 57    |       |
| 22. September | Hunold von Plettenberg-Oevinghausen | preußischer Generalmajor                                                                                        | 67    |       |
| 23. September | Heinrich Hueter                     | österreichischer Politiker und Alpinist                                                                         | 81    |       |
| 23. September | Jakob Margreth                      | deutscher römisch-katholischer Theologe                                                                         | 46    |       |
| 25. September | Henri Luc                           | französischer Hals-Nasen-Ohren-Arzt                                                                             | 70    |       |
| 26. September | Jean Eduard Dannhäuser              | deutscher Bildhauer                                                                                             | 57    |       |
| 26. September | Cândido de Figueiredo               | portugiesischer Dichter, Romanist, Lusitanist, Grammatiker und Lexikograf                                       | 79    |       |
| 26. September | Ola Hansson                         | schwedischer Schriftsteller                                                                                     | 64    |       |
| 26. September | Paul Jörs                           | deutscher Rechtshistoriker und Papyrologe                                                                       | 68    |       |
| 26. September | Emilio Lunghi                       | italienischer Mittelstreckenläufer und Sprinter                                                                 | 38    |       |
| 27. September | Wilhelm Linz                        | deutscher Jurist und Politiker (Zentrum), MdL                                                                   | 74    |       |
| 28. September | Friedrich Poske                     | deutscher Pädagoge                                                                                              | 73    |       |
| 28. September | August Schädler                     | deutscher Bildhauer                                                                                             | 63    |       |
| 28. September | William Schlich                     | deutsch-britischer Forstwissenschaftler und Hochschullehrer                                                     | 85    |       |
| 29. September | Léon Bourgeois                      | französischer Jurist und Staatsmann                                                                             | 74    |       |
| 29. September | Jakow Wladimirowitsch Samoilow      | russischer Mineraloge, Geologe und Hochschullehrer                                                              | 54    |       |
| 29. September | Hermann Steinbuch                   | Schweizer Offizier                                                                                              | 62    |       |
| 30. September | Siegmund Fraenkel                   | deutscher jüdischer Kaufmann und Politiker                                                                      | 64    |       |
| 30. September | Paul Langenscheidt                  | deutscher Verleger und Schriftsteller                                                                           | 64    |       |